# Siejba
Siejba [ˈɕei̯ba] (deutsch Scheuba) ist ein kleiner Ort in der polnischen Woiwodschaft Ermland-Masuren und gehört zur Landgemeinde Wydminy (Widminnen) im Powiat Giżycki (Kreis Lötzen).

## Geographische Lage
Siejba liegt in der östlichen Mitte der Woiwodschaft Ermland-Masuren, 25 Kilometer östlich der Kreisstadt Giżycko (Lötzen).

## Geschichte
Der kleine Gutsort Scheuba nannte sich nach 1785 Scheube und nach 1818 Scheybe. Im Jahre 1874 wurde er in den neu errichteten Amtsbezirk Groß Gablick (polnisch Gawliki Wielkie) eingegliedert, der zum Kreis Lötzen im Regierungsbezirk Gumbinnen (1905 bis 1945: Regierungsbezirk Allenstein) in der preußischen Provinz Ostpreußen gehörte. Im gleichen Jahr wurde Scheuba auch in das Standesamt Widminnen (Wydminy) einbezogen. Im Jahre 1910 zählte der Gutsbezirk Scheuba 57 Einwohner.
Aufgrund der Bestimmungen des Versailler Vertrags stimmte die Bevölkerung im Abstimmungsgebiet Allenstein, zu dem Scheuba gehörte, am 11. Juli 1920 über die weitere staatliche Zugehörigkeit zu Ostpreußen (und damit zu Deutschland) oder den Anschluss an Polen ab. In Scheuba stimmten 40 Einwohner für den Verbleib bei Ostpreußen, auf Polen entfielen keine Stimmen.
Am 30. September 1928 verlor Scheuba seine Eigenständigkeit, als es in die Landgemeinde Czarnowken, 1938 bis 1945 Grundensee (polnisch Czarnówka), eingemeindet wurde.
In Kriegsfolge kam Scheuba 1945 als Ortsteil von Grundensee mit dem ganzen südlichen Ostpreußen zu Polen und trägt seither die polnische Namensform „Siejba“. Heute ist der Weiler (polnisch osada) eine Ortschaft im Verbund der Landgemeinde Wydminy (Widminnen) im Powiat Giżycki (Kreis Lötzen), vor 1998 der Woiwodschaft Suwałki, seither der Woiwodschaft Ermland-Masuren zugehörig.

## Kirche
Vor 1945 war Scheuba in die evangelische Kirche Widminnen in der Kirchenprovinz Ostpreußen der Kirche der Altpreußischen Union und in die katholische Pfarrkirche Lötzen im Bistum Ermland eingepfarrt.
Heute gehört Siejba zur evangelischen Kirchengemeinde Wydminy, einer Filialgemeinde der Pfarrei Gyżycko in der Diözese Masuren der Evangelisch-Augsburgischen Kirche in Polen bzw. zur katholischen Pfarrkirche Wydminy im Bistum Ełk (Lyck) der Römisch-katholischen Kirche in Polen.

## Verkehr
Siejba liegt an einem Landweg, der Gębałki (Gembalken) mit Czarnówka (Czarnowken, 1938 bis 1945 Grundensee) verbindet. Ein Bahnanschluss existiert nicht.